# Cascante
Cascante est une ville et une municipalité de la Communauté forale de Navarre (Espagne).
Elle est située dans la zone non bascophone de la province, dans la mérindade de Tudela. Le castillan est la seule langue officielle.

## Transports
La ville de Cascante est desservie par l'autoroute AP-68 sortie 18  via la N-121C. Cette ville est aussi desservie par deux lignes de bus  une qui va à Tudela qui est la ASLA-tud-tar et un qui va à Tarazona qui est la Ablitas-tudela. Cette ville en revanche ne possède pas de gare ferroviaire. La gare la plus proche se situe à Tudela. La ville de Cascante possède une compagnie de taxi qui s'appelle Javier Ruiz.

## Localités limitrophes
Tudela au nord et à l'ouest, Murchante au nord, Ablitas et Barillas à l'est, Tulebras, Monteagudo et Tarazona (Aragón) au sud.

## Administration
| 2019-2023 | Alberto Añón Jiménez         | Navarra Suma                |
| 2015-2019 | Alberto Añón Jiménez         | UPN-PP                      |
| 2011-2015 | José Gómara Ruiz             | PSN-PSOE                    |
| 2007-2011 | Antonio Irujo Redrado        | PSN-PSOE                    |
| 2003-2007 | María Ángeles Ochoa          | UPN-PP                      |
| 1999-2003 | Jesús Ascensión García Barea | PSN-PSOE                    |
| 1991-1999 | José Gómara Ruiz             | PSN-PSOE                    |
| 1990-1991 | Francisco Sola               | Unión del Pueblo Navarro-PP |
| 1979-1990 | Gregorio Moneo               | PSN-PSOE                    |

## Démographie
| Évolution démographique                                  | Évolution démographique | Évolution démographique | Évolution démographique | Évolution démographique | Évolution démographique | Évolution démographique | Évolution démographique | Évolution démographique | Évolution démographique | Évolution démographique |
| 1996                                                     | 1998                    | 1999                    | 2000                    | 2001                    | 2002                    | 2003                    | 2004                    | 2005                    | 2006                    | 2007                    |
| -------------------------------------------------------- | ----------------------- | ----------------------- | ----------------------- | ----------------------- | ----------------------- | ----------------------- | ----------------------- | ----------------------- | ----------------------- | ----------------------- |
| 3 555                                                    | 3 548                   | 3 616                   | 3 665                   | 3 783                   | 3 822                   | 3 853                   | 3 906                   | 3 989                   | 3 957                   | 3 940                   |
| Sources: Cascante et instituto de estadística de navarra |                         |                         |                         |                         |                         |                         |                         |                         |                         |                         |

## Personnalités
- Frère Pedro Malón de Chaide, écrivain dont l'œuvre majeure est "La conversión de la Magdalena".
- Lucio Urtubia[2], maçon et militant anarchiste.
- Vincente-Marie López y Vicuña, fondatrice des religieuses de Marie Immaculée.
- Manuel Clemente Ochoa, sculpteur né en 1937 à Cascante.
- Álex Remiro, footballeur professionnel né en 1995 à Cascante.

### Sources et bibliographie
- (es) Cet article est partiellement ou en totalité issu de l’article de Wikipédia en espagnol intitulé « Cascante » (voir la liste des auteurs).
- Livre de la conversion de la Magdalena, 1596-1596